# Afroleptomydas zinni
Afroleptomydas zinni är en tvåvingeart som beskrevs av Hesse 1969. Afroleptomydas zinni ingår i släktet Afroleptomydas och familjen Mydidae. Inga underarter finns listade i Catalogue of Life.